# 5637 Gyas
5637 Gyas eller 1988 RF1 är en trojansk asteroid i Jupiters lagrangepunkt L5. Den upptäcktes 10 september 1988 av det amerikanska astronom paret Eugene M. och Carolyn S. Shoemaker vid Palomar-observatoriet. Den är uppkallad efter Gyas, i den grekiska mytologin.
Asteroiden har en diameter på ungefär 28 kilometer.